# Quo vadis?

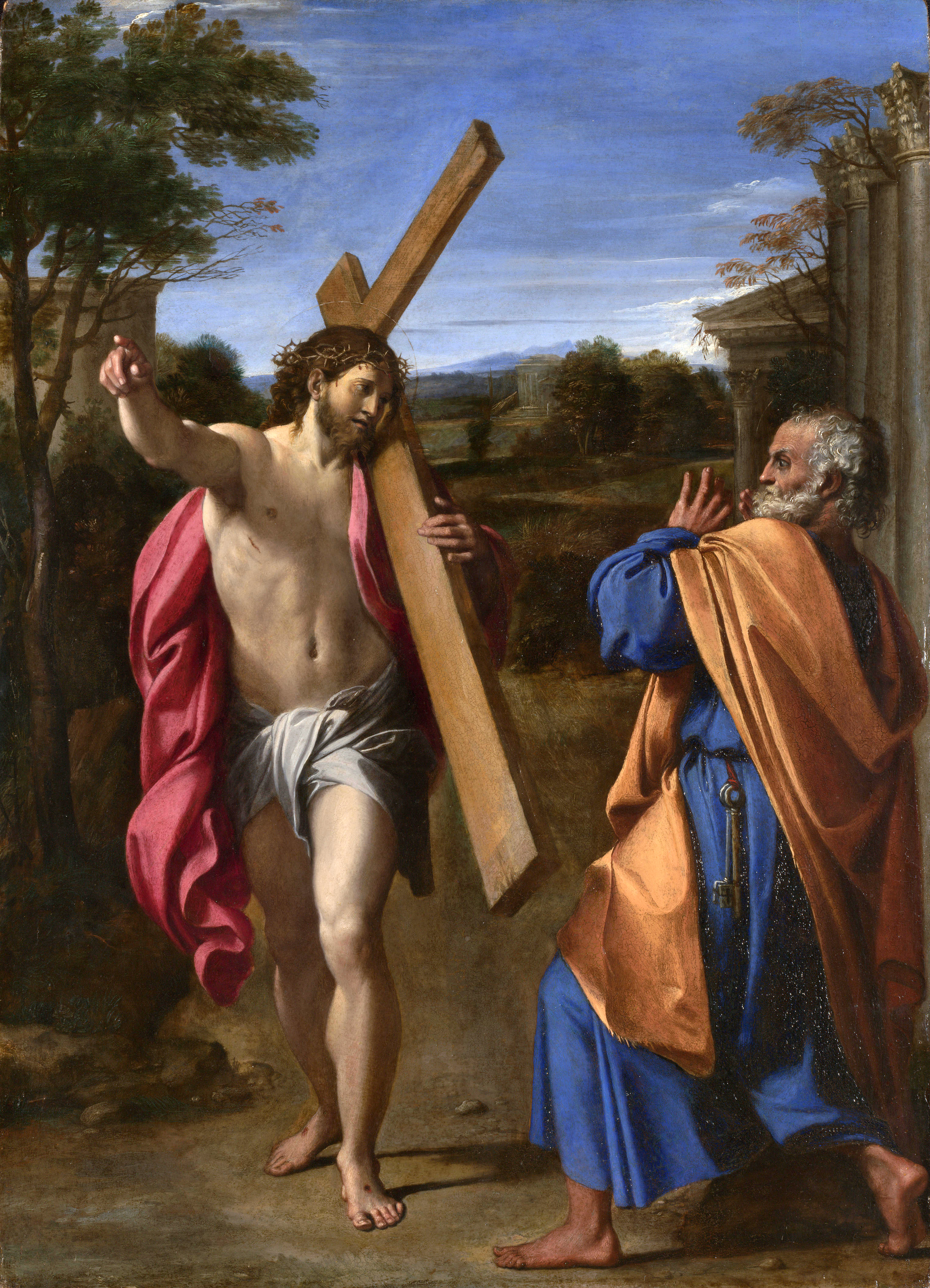
Domine quo vadis? (1602)
por Annibale Carracci

Quo vadis? é um frase latina que significa "Para onde vais?" ou "Aonde vais?". O uso moderno da frase refere-se a um relato do escrito apócrifo conhecido como "Atos de Pedro" (Manuscrito Vercelli XXXV), no qual, ao fugir da perseguição promovida pelo Imperador Nero em Roma, São Pedro encontra Jesus ressuscitado e pergunta: Quo vadis? E Jesus responde: Romam vado iterum crucifigi  ("Vou a Roma para ser crucificado de novo"). Prontamente Pedro ganha coragem para continuar seu ministério e acaba por se tornar um mártir após ser crucificado com a cabeça para baixo. 

### Os Atos de Pedro[3]
Os Atos Apócrifos de Pedro (AAP) são um texto cristão do século II, originalmente escrito em grego, que narra episódios da vida do apóstolo Pedro, incluindo milagres, confrontos com Simão Mago e seu martírio em Roma. A obra não sobreviveu integralmente, sendo reconstruída a partir de fragmentos e versões latinas, coptas e outras fontes. Embora amplamente difundida na Antiguidade, especialmente antes da consolidação do cânon cristão, foi rejeitada pela ortodoxia devido ao uso por grupos cismáticos. O relato do martírio de Pedro, onde ele pede para ser crucificado de cabeça para baixo, tornou-se sua parte mais conhecida.
Os Atos Apócrifos de Pedro eram amplamente lidos nas primeiras comunidades cristãs, antes da consolidação do cânon no século IV. No entanto, seu uso por grupos cismáticos contribuiu para sua rejeição pela ortodoxia cristã, sendo posteriormente classificados como apócrifos e heréticos. A obra, contudo, exerceu grande influência na tradição cristã e ajudou a consolidar a imagem de Pedro como líder da Igreja e mártir da fé.

### O Martírio de Pedro
Ao retornar à cidade, Pedro é capturado e conduzido ao Circo de Nero, situado próximo à Colina Vaticana, onde será crucificado. Diante da cruz, ele a exalta em louvor, mas, no momento da crucificação, pede para ser pregado de cabeça para baixo. Já suspenso no madeiro, profere suas últimas palavras antes de morrer.
A Igreja Domine Quo Vadis foi construída no local onde o encontro entre Pedro e Jesus alegadamente ocorreu. A frase também aparece algumas vezes na tradução Vulgata da Bíblia, notavelmente João 16:5, quando Jesus diz aos apóstolos:"E agora vou Àquele que me enviou; e nenhum de vós me pergunta: Aonde vais?"